# Orkanen (film)
Orkanen (engelska: Hurricane) är en amerikansk film från 1979, regisserad av Jan Troell. I rollerna syns Jason Robards, Mia Farrow, Dayton Ka'ne, Trevor Howard, Timothy Bottoms och Max von Sydow. Filmen spelades in på Bora Bora. För fotot stod Sven Nykvist och för musiken Nino Rota. Producent var Dino De Laurentiis.
Filmen bygger på en roman av Charles Nordhoff och James Norman Hall, som tidigare filmats 1937, (Orkanen).